# Irene Caba Alba
Irene Caba Alba (Buenos Aires, 25 de agosto de 1899-Madrid, 14 de enero de 1957) fue una actriz española de cine y teatro.

## Biografía
Nacida en el seno de una familia de actores, era nieta de Pascual Alba, hija de Irene Alba y Manuel Caba, sobrina de Leocadia Alba, hermana de Julia Caba Alba, madre de Irene, Julia y Emilio Gutiérrez Caba, y bisabuela de Irene Escolar.
Dio sus primeros pasos en el mundo de la interpretación en la década de 1920 con la compañía de Simó-Raso en el Teatro Cervantes, integrándose desde la década de 1940 en la de Isabel Garcés.
Contrajo matrimonio el 26 de junio de 1926, en la capilla de actores de la Novena, de la Parroquia de San Sebastián de Madrid, con el actor Emilio Gutiérrez. 
Junto a una destacada carrera sobre los escenarios, debutó en el cine en 1935 con la película Madre alegría, de José Buchs. Durante los siguientes 22 años intervino en 40 títulos, entre los que destacan: A mí no me mire usted (1941), El clavo (1944), La pródiga (1946), Barrio, de Ladislao Vajda (1947), El huésped de las tinieblas (1948), La laguna negra (1952), Jeromín (1953), Novio a la vista (1954) y La vida en un bloc (1956).

## Obras representadas (selección)
- Los chatos (1924), de Pedro Muñoz Seca.
- El bailarín y el trabajador (1936), de Luis Marquina.
- Nuestro culpable (1938), de Fernando Mignoni.
- ¡Viva lo imposible! o el contable de estrellas (1939), de Joaquín Calvo Sotelo y Miguel Mihura.
- Las siete vidas del gato (1943), de Enrique Jardiel Poncela.
- Tú y yo somos tres (1945), de Enrique Jardiel Poncela.
- Guillermo Hotel (1945), de Antonio Lara.
- Tánger (1945), de Joaquín Calvo Sotelo.
- Arsénico y encaje antiguo (1945), de Joseph Kesselring.
- Diario íntimo de la tía Angélica (1946), de José María Pemán
- Retorcimiento (1948), de Antonio Lara
- La condesa de la banda (1950), de Manuel Halcón
- Mariquilla Terremoto (1950), de los Hermanos Álvarez Quintero.
- Milagro en la Plaza del Progreso (1953), de Joaquín Calvo Sotelo
- La venda en los ojos (1954), de José López Rubio.
- Novio a la vista (1954), de Edgar Neville
- La ratonera (1954), de Agatha Christie.
- ¡Sublime decisión! (1955), de Miguel Mihura.
- La canasta (1955), de Miguel Mihura.
- Testigo de cargo (1956) de Agatha Christie
- Un trono para Cristi (1956), de José López Rubio.
- La ironía del dinero (1957), de Edgar Neville y Guy Lefranc.

## Filmografía
- El bailarín y el trabajador (1936)
- Nuestra Natacha (1936)
- Madre Alegría (1937)
- Nuestro culpable (1938)
- Il peccato di Rogelia Sanchez (1940)
- Santa Rogelia (1940)
- El nacimiento de Salome (1940)
- Lluvia de millones (1940)
- ¡A mí no me mire usted! (1941)
- Torbellino (1941)
- ¿Por qué vivir tristes? (1942)
- Boda en el infierno (1942)
- Te quiero para mí (1944)
- El clavo (1944)
- El testamento del virrey (1944)
- Tierra sedienta (1945)
- Cinco lobitos (1945)
- La pródiga (1946)
- Las inquietudes de Shanti Andía (1947)
- La fe (1947)
- Barrio (1947)
- El huésped de las tinieblas (1948)
- La calle sin sol (1948)
- La duquesa de Benamejí (1949)
- La niña de Luzmela (1950)
- De mujer a mujer (1950)
- Torturados (1952)
- La laguna negra (1952)
- Así es Madrid (1953)
- Jeromín (1953)
- Novio a la vista (1954)
- Viento del norte (1954)
- ¿Crimen imposible? (1954)
- Un caballero andaluz (1954)
- Nosotros dos (1955)
- Un día perdido (1955)
- La lupa (1955)
- El Piyayo (1956)
- La vida en un bloc (1956)
- La gran mentira (1956)
- Piedras vivas (1956)
- La ironía del dinero (1957)